# Rio Tennis Classic
Il Rio Tennis Classic è un torneo di tennis professionistico che si teneva a Rio de Janeiro in Brasile dal 2017. L'evento faceva parte dell'ATP Challenger Tour nella categoria Challenger 80. La prima edizione si è disputata nel 2017 sui campi in terra rossa all'aperto del Rio de Janeiro Country Club prima di interrompersi dal 2018 al 2020.
È stato ripristinato nel 2021 sui campi in cemento del Centro Olímpico de Tênis, dove si erano tenuti i tornei di tennis ai Giochi Olimpici del 2016. È stato il primo importante evento tennistico ospitato in questo impianto dopo le Olimpiadi.

## Albo d'oro

### Singolare
| Anno       | Campione       | Finalista       | Punteggio          |
| ---------- | -------------- | --------------- | ------------------ |
| 2021       | Kaichi Uchida  | Nicolás Álvarez | 3–6, 6–3, 7–6(3)   |
| 2020- 2018 | Non disputato  | Non disputato   | Non disputato      |
| 2017       | Carlos Berlocq | Jaume Munar     | 6–4, 2–6, 3–0 rit. |

### Doppio
| Anno       | Campioni                      | Finalisti                                 | Punteggio        |
| ---------- | ----------------------------- | ----------------------------------------- | ---------------- |
| 2021       | Orlando Luz Rafael Matos      | James Cerretani Fernando Romboli          | 6–3, 7–6(2)      |
| 2020- 2018 | Non disputato                 | Non disputato                             | Non disputato    |
| 2017       | Máximo González Fabrício Neis | Marcelo Arévalo Miguel Ángel Reyes Varela | 5–7, 6–4, [10–4] |